# 浙江交通

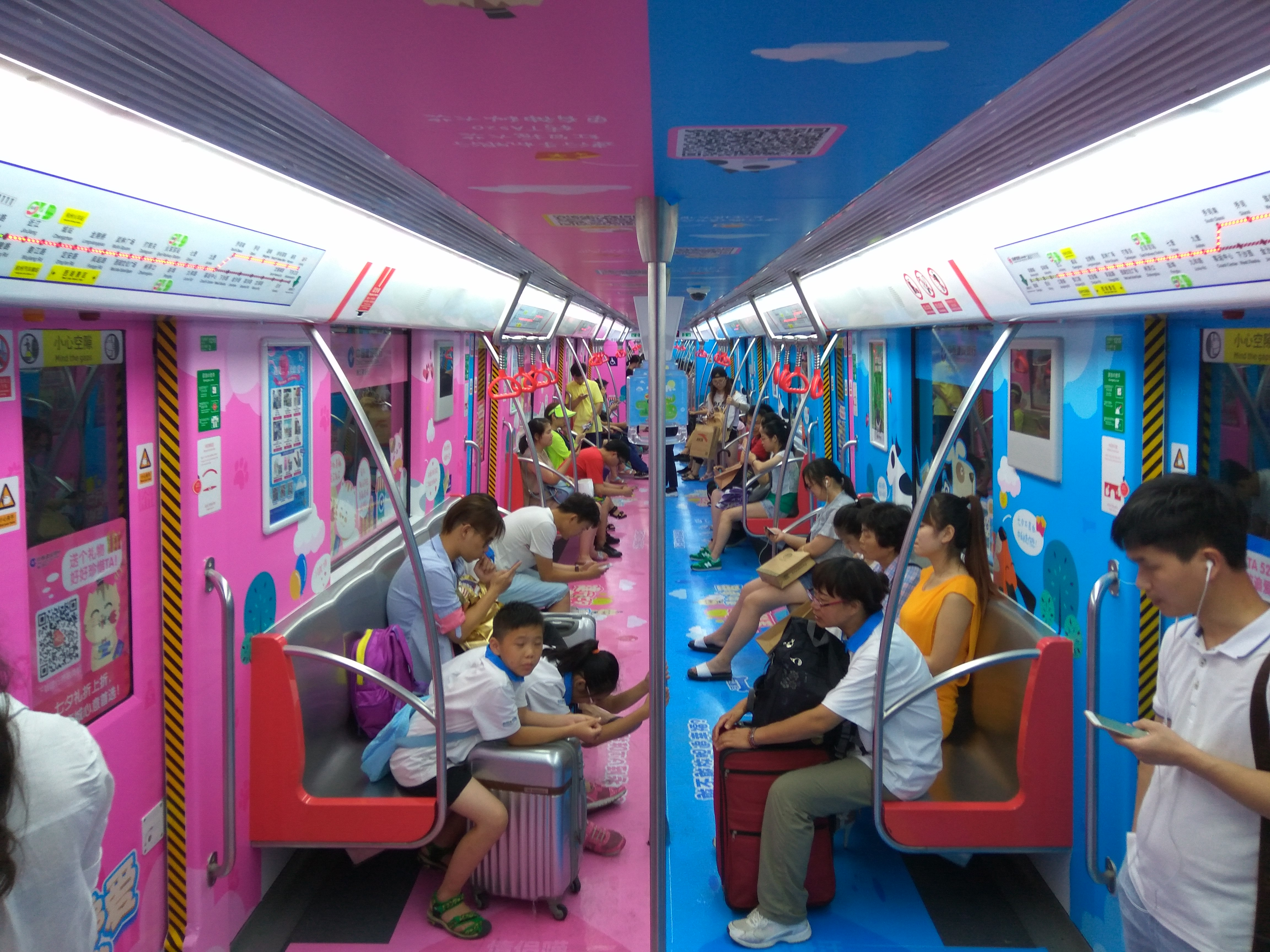
杭州地鐵

## 铁路

### 高速铁路和干线铁路

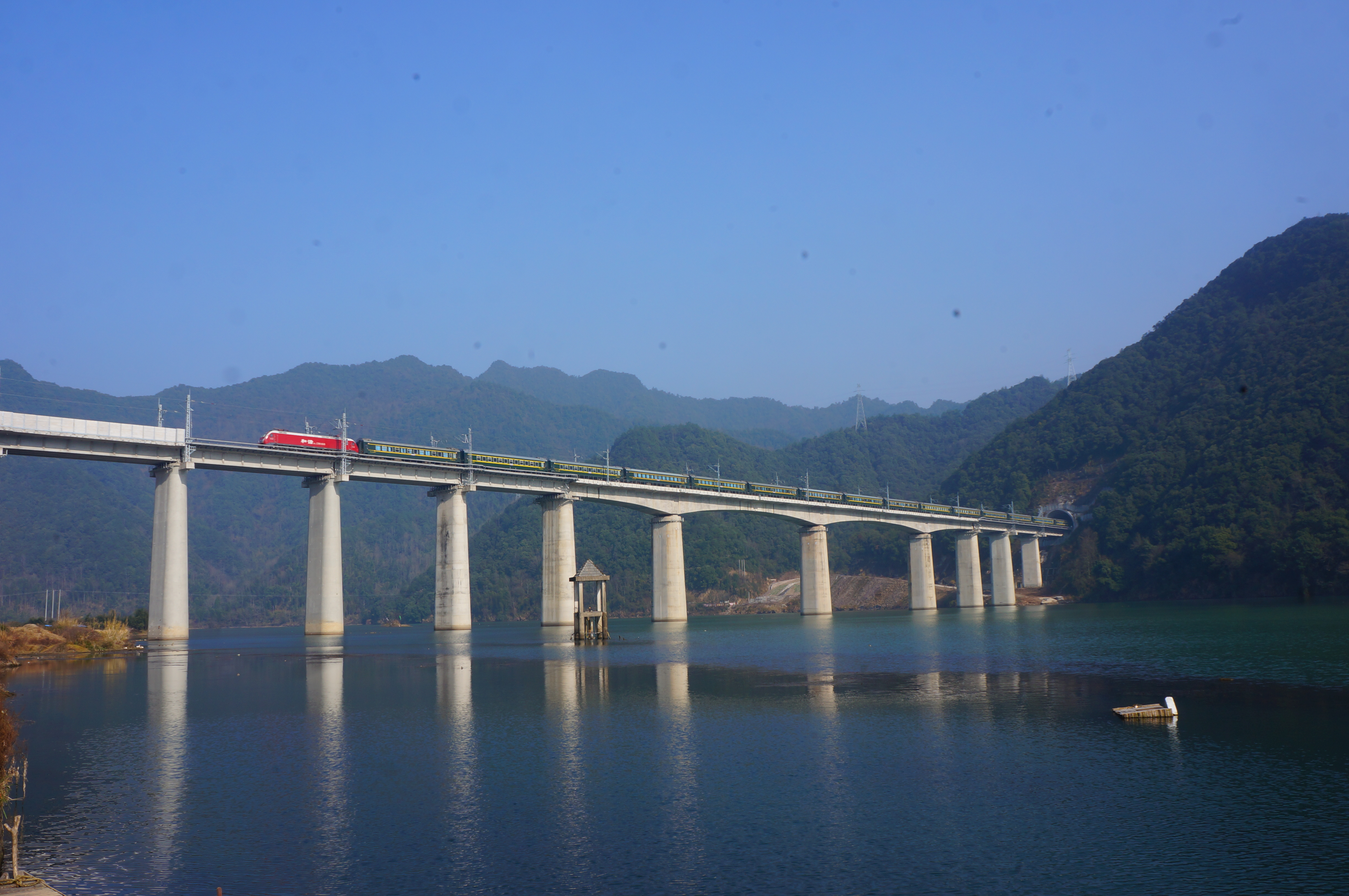
衢九铁路长风水库大桥

| - 沪昆铁路 - 萧甬铁路 - 金温铁路 - 宣杭铁路 - 新长铁路 | - 甬台温铁路 - 温福铁路 - 金千铁路 - 长牛铁路 - 沪昆客运专线 | - 宁杭客运专线 - 杭甬客运专线 |

### 地铁和市域铁路
- 杭州市：杭州地铁
- 绍兴市：绍兴地铁、绍兴城际
- 嘉兴市：杭海城际
- 湖州市：杭德城际
- 宁波市：宁波地铁、宁波城际
- 温州市：温州轨道交通
- 金华市：金华轨道交通
- 台州市：台州市域铁路、台州市郊铁路

## 公路

### 高速公路
| - 沪杭高速公路 - 杭宁高速公路 - 杭甬高速公路 - 杭绍甬高速公路 - 宁波绕城高速公路 | - 杭徽高速公路 - 杭新景高速公路 - 杭金衢高速公路 - 甬舟高速公路 | - 杭州绕城高速公路 - 申苏浙皖高速公路 - 甬台温高速公路 - 台金高速公路 | - 上三高速公路 - 甬金高速公路 - 金丽温高速公路 - 诸永高速公路 | - 杭浦高速公路 - 申嘉湖高速公路 - 乍嘉苏高速公路 |

### 国道
共有8条国道经过本省。
- 104国道，北起长兴县父子岭、经湖州市、杭州市、绍兴市、上虞市、嵊州市、临海市、温州市、平阳县，在苍南县分水关进入福建省。
- 205国道，北起开化县齐溪镇，南经开化县城关镇、华埠镇、常山县、江山市贺村镇，在二十八都镇枫岭关进入福建省。
- 228国道（建设中），北起嘉兴市，南经余姚市、宁波市、奉化区、宁海县、台州市、温岭市、玉环市、乐清市、温州市、瑞安市、平阳县，在苍南县进入福建省。
- 318国道，东起南浔镇，向西经湖州市、长兴县、泗安镇进入安徽省。
- 320国道，北起嘉善县，经嘉兴市、杭州市、建德市、衢州市、在常山县白石镇进江西省。
- 329国道，杭州至上虞段与104国道重合，上虞往东经余姚市泗门镇、慈溪市、镇海区骆驼、宁波市，到白峰码头，经由汽渡至舟山岛鸭蛋山码头，继续向东延伸至定海区、沈家门，并通过朱家尖跨海大桥至朱家尖岛。
- 330国道，西北起建德市寿昌镇接320国道，东南经兰溪市、金华市、丽水市、至温州市仰义乡接104国道。
- 527国道（建设中），由 310省道和 311省道合并升格，东起象山县，向西经宁海县、奉化区、新昌县、嵊州市、东阳市，至义乌市。

### 省道
| - 101省道（杭金线） - 102省道（杭昱线） - 103省道（杭金线） - 201省道（彭安线） - 202省道（乍王线） - 203省道（硖新线） - 204省道（孝泗线） - 205省道（青临线） - 206省道（牧松线） - 207省道（彭余线） - 208省道（桐千线） - 209省道（龙苦线） - 210省道（桐义线） - 211省道（诸东线） | - 212省道（绍甘线） - 213省道（浒溪线） - 214省道（甬临线） - 215省道（盛宁线） - 216省道（茅石线） - 217省道（东永线） - 218省道（东仙线） - 219省道（磐缙线） - 220省道（上松线） - 221省道（江溪线） - 222省道（龙丽线） - 223省道（仙清线） - 224省道（岭三线） - 225省道（大路线） | - 226省道（泽坎线） - 227省道（遂龙线） - 228省道（云寿线） - 229省道（龙后线） - 230省道（青岱线） - 231省道（定西线） - 232省道（水霞线） - 301省道（长牛线） - 302省道（新淳线） - 303省道（建淳线） - 304省道（临莫线） - 305省道（富衢线） - 306省道（鹿唐线） - 307省道（中樟线） | - 308省道（绍大线） - 309省道（江拔线） - 310省道（嵊义线） - 311省道（象西线） - 312省道（永武线） - 313省道（金兰线） - 314省道（浦兰线） - 315省道（兰贺线） - 316省道（龙葛线） - 317省道（华白线） - 318省道（甬梁线） - 319省道（甬余线） - 320省道（骆霞线） - 321省道（定岑线） | - 322省道（临石线） - 323省道（科大线） - 324省道（林石线） - 325省道（椒黄线） - 326省道（天高线） - 327省道（临前线） - 328省道（丽浦线） - 329省道（菊寿线） - 330省道（瑞东线） - 331省道（分泰线） - 332省道（温强线） - 333省道（六东线） |

## 水运

### 海运
浙江的海运一直在全国具有重要地位，在2006年1月1日宁波港与舟山港港务正式合并成宁波舟山港前，宁波港是国家级大港，是国内第二大港，舟山港则是全国最大的地方性港口。其他主要海港还有温州港、海门港、石浦港、鳌江港等。
渔港方面，浙江拥有10个国家中心渔港，18个一级渔港。

### 内河
京杭运河浙江段等

## 航空
浙江省目前有杭州萧山国际机场、宁波栎社国际机场、温州龙湾国际机场、义乌机场、台州路桥机场、舟山普陀山机场、衢州机场、丽水机场等。

## 其他重要交通设施

### 连岛工程
- 舟山大陆连岛工程
- 洞头连岛工程
- 漩门大坝

### 桥梁
- 钱塘江大桥（一桥）
- 钱塘江二桥
- 钱塘江三桥
- 东海大桥
- 杭州湾跨海大桥
- 西堠门大桥
- 金塘大桥

### 汽渡
- 白峰-鸭蛋山汽渡